# (5041) Thootès
(5041) Thootès, désignation internationale (5041) Theotes, est un astéroïde troyen jovien.

## Description
(5041) Thootès est un astéroïde troyen jovien, camp grec, c'est-à-dire situé au point de Lagrange L4 du système Soleil-Jupiter. Il présente une orbite caractérisée par un demi-grand axe de 5,178 UA, une excentricité de 0,037 et une inclinaison de 10,6° par rapport à l'écliptique.
Il est nommé en référence au personnage de la mythologie grecque Thootès, acteur du conflit légendaire de la guerre de Troie.

## Compléments